# Nikolai Semjonowitsch Leskow

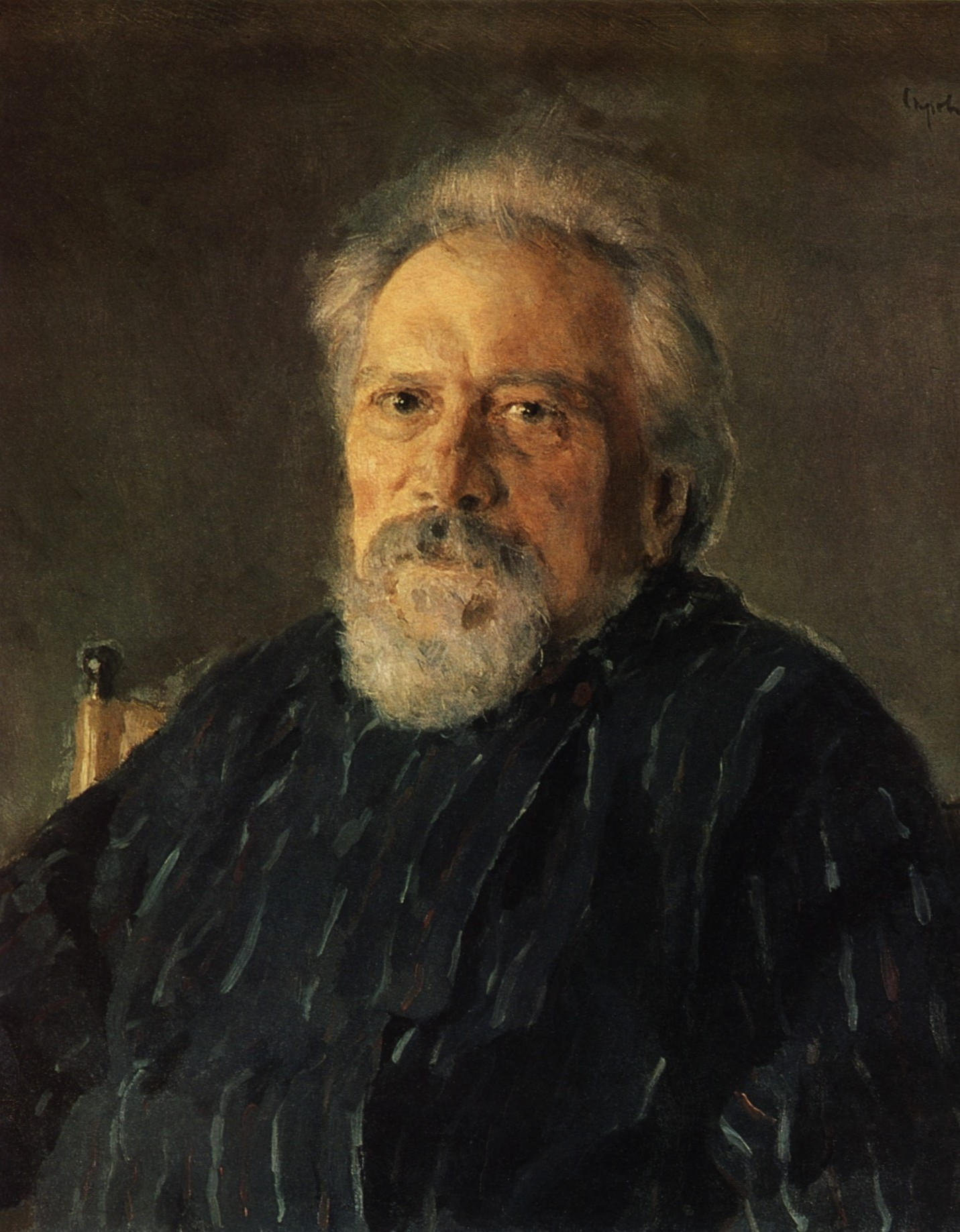
Nikolai Leskow (Serow-Porträt von 1894)

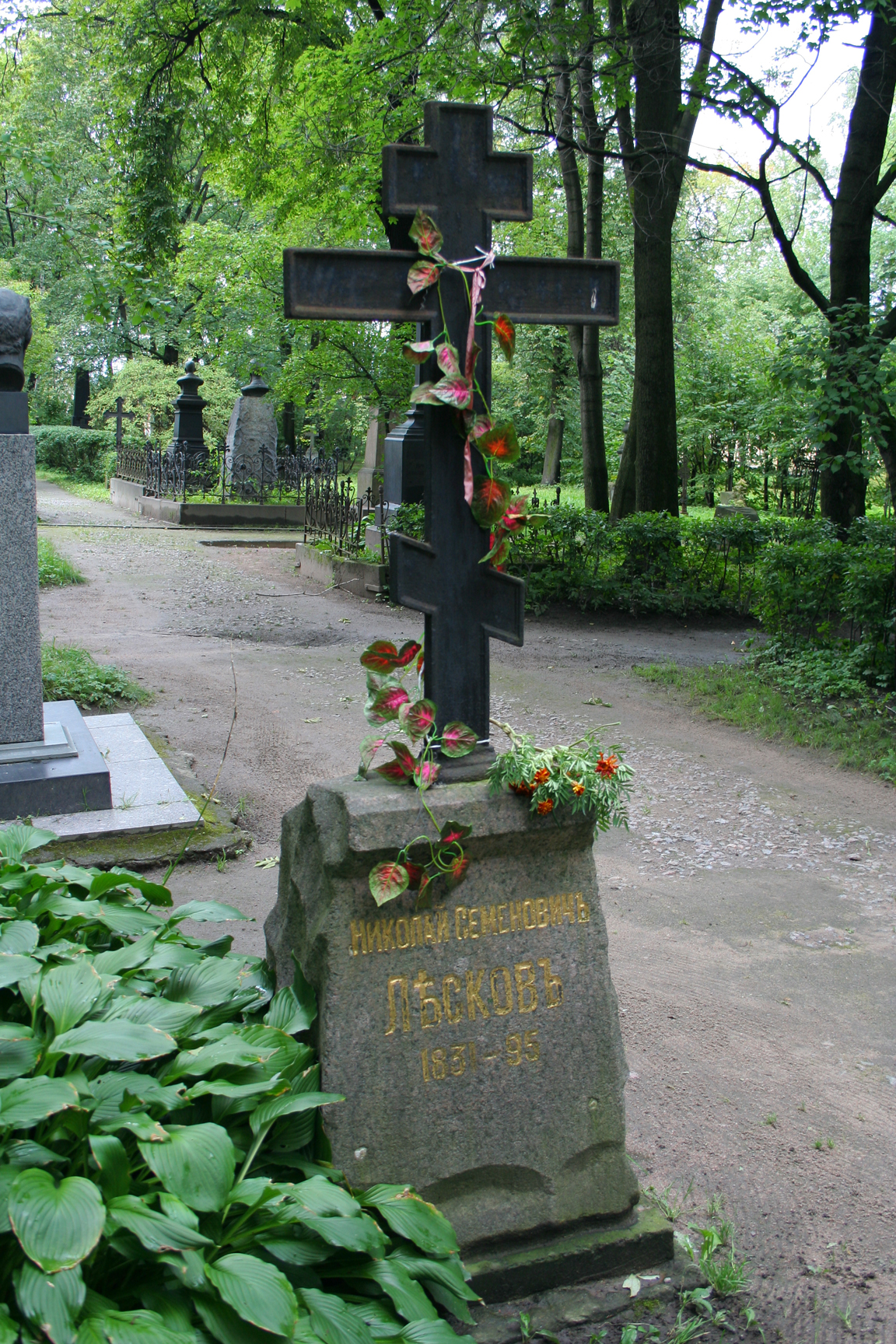
Leskows Grab in Sankt Petersburg

Nikolai Semjonowitsch Leskow (russisch Николай Семёнович Лесков, wiss. Transliteration Nikolaj Semënovič Leskov; auch Lieskow, Ljesskow oder Lesskow, Betonung: Leskóv; * 4.jul. / 16. Februar 1831greg. in Gorochowo, Gouvernement Orjol; † 21. Februarjul. / 5. März 1895greg. in Sankt Petersburg) war ein russischer Schriftsteller.

## Leben
Leskow (mit Betonung auf der zweiten Silbe) wurde als Sohn eines Beamten, der erst kurz zuvor geadelt worden war, geboren. Seine Ausbildung erfolgte anfangs durch Privatlehrer, später besuchte er das Gymnasium von Orjol, das er ohne Abschluss verließ. Nach dem finanziellen Ruin der Familie begann er 1847 als Kanzleibeamter beim Kriminalgericht von Orjol zu arbeiten. 1850 ging er nach Kiew, wo er als Sekretär für die Rekrutierungsbehörde der Armee arbeitete. In Kiew förderte ein angeheirateter schottischer Onkel, der Professor für Medizin war, Leskows weitere Ausbildung.
1853 heiratete Leskow Olga Smirnowa. Aus der Ehe gingen zwei Kinder, ein Sohn und eine Tochter, hervor. Ab 1857 arbeitete er für ein englisches Handelsunternehmen, in dessen Auftrag er viel reisen musste, wobei er weite Teile Russlands kennenlernte. 1860 kündigte er seine Stellung, verließ seine Frau und ließ sich in Petersburg als Journalist nieder. In dieser Zeit begann er auch zu schreiben und erste Erzählungen erschienen in Zeitschriften. Zwischen 1862 und 1863 bereiste er Osteuropa und Frankreich. Ab 1865 lebte er mit Katerina Bubnowa zusammen; der gemeinsame Sohn, Andrei Leskow, schrieb später die erste Biografie des Autors.
1874 nahm Leskow eine Anstellung im Kultusministerium an. 1883 wurde er dort entlassen, nachdem er sich kritisch über Kirche und Staat geäußert hatte. Auch mit seinen literarischen Arbeiten kam er in den Folgejahren immer häufiger in Konflikt mit der staatlichen Zensur. Leskow starb 1895 an den Folgen einer Krebserkrankung und wurde auf dem Petersburger Wolkowo-Friedhof beigesetzt.

## Leistungen
Mit seinen Romanen Ohne Ausweg und Bis aufs Messer geriet Leskow früh in Gegensatz zu den tonangebenden, liberalen literarischen Kreisen. Durch seine Erzählungen und Novellen erlangte er  schließlich Anerkennung und galt zu Lebzeiten, neben Dostojewski und Tolstoi, als der bedeutendste russische Prosaautor. Leskow war ein kenntnisreicher und durchaus kritischer Beobachter Russlands. Er trat für Reformen ein, lehnte jedoch jede Art von umstürzlerischer Bewegung ab. Die Problematik der meisten Werke Leskows ergibt sich aus der Aufdeckung des Widerspruchs zwischen einem unverfälschten natürlichen Wesen des Menschen und einem verzerrten, wie es im alltäglichen gesellschaftlichen Handeln hervortritt. Der Dichter stellte demnach nicht die Befreiung des Menschen durch eine Befreiung der Gesellschaft dar, sondern durch eine Abwendung von ihr, weshalb er in einen unversöhnlichen Gegensatz zur revolutionären russischen Bewegung geriet.
Viele seiner Figuren handeln aus einem russisch-patriotischen oder christlichen Selbstverständnis heraus moralisch (und verwickeln sich folglich in zahlreiche Widersprüche). Das besondere Interesse Leskows galt der im Russischen Kaiserreich verbotenen, jedoch weit verbreiteten Sekte der Altgläubigen, die in mehreren Erzählungen eine bedeutende Rolle spielt.
Seine Erzählungen und Romane sind einerseits realistisch und oft volkstümlich, haben anderseits auch einen starken symbolistischen Einschlag, was sich gerade dadurch zeigt, dass Leskow traditionelle religiöse Erzählformen wie die Legende aufgriff und auch sonst gerne mystische oder märchenhafte Elemente in seine Stoffe verwob. Leskows Werk, das schwer zu übersetzen ist (besonders gelungen sind die Übersetzungen von Johannes von Guenther), zeichnet sich durch Umgangssprache und Dialektfärbung aus, wodurch es ihm gelang, zum einen die russische Literatursprache zu erweitern und gleichzeitig neue Aspekte des Alltagslebens gerade der einfachen Menschen einzufangen. Eine besondere Qualität erblickt die Literaturwissenschaft in seinem Stil der mündlichen Erzählung in bäuerlicher Sprache (im russischen Skaz genannt) mit ihren Verdrehungen „gelehrter“ Wörter.
„Ljeskow ist immer zuträglich.“ (Thomas Mann, Tagebücher 1935–1936, 9.7.1935)

## Werke

### Romane
- Ohne Ausweg (russ. Некуда), 1865
- Die Übergangenen (russ. Обойдённые), 1865
- Die Inselbewohner (russ. Островитяне), 1866
- Alte Zeiten in Plodomassowo (russ. Старые годы в селе Плодомасове), 1869
- Bis aufs Messer (russ. На ножах), 1870
- Die Klerisei, auch Die Domherren, Die Priester von Stargorod, (russ. Соборяне), 1872
- Kinderjahre (russ. Детские годы), auch Irrlichter (russ. Блудящие огни), 1874
- Ein heruntergekommenes Geschlecht, auch Das absterbende Geschlecht (russ. Захудалый род), 1874
- Die Teufelspuppen (russ. Чёртовы куклы), 1890

### Erzählungen
- Der Gehässige (russ. Язвительный), 1863
- Liebe in Bastschuhen (russ. Житие одной бабы), 1863
- Schafochs (russ. Овцебык), 1863
- Die Lady Macbeth von Mzensk, 1865 (Vorlage für die gleichnamige Oper von Schostakowitsch)
- Die Kampfnatur (russ. Воительница), 1866
- Kotin der Ernährer und Platonida (russ. Котин доилец и Платонида), 1867
- Scherz und Ernst (russ. Смех и горе), 1871
- Ein rätselhafter Mann (russ. Загадочный человек), 1872
- Der versiegelte Engel (russ. Запечатленный ангел), 1873
- Der verzauberte Pilger (russ. Очарованный странник), 1873
- Pawlin (russ. Павлин), 1874
- Am Ende der Welt (russ. На краю света), 1875
- Der eiserne Wille (russ. Железная воля), 1876
- Der Pygmäe (russ. Пигмей), 1876
- Der ungetaufte Pope – Eine unwahrscheinliche Begebenheit (russ. Некрещеный поп), 1877
- Der Schamlose (russ. Бесстыдник), 1877
- Das Urteil seiner Eminenz (russ. Владычный суд), 1877
- Eine Teufelsaustreibung (russ. Чертогон), 1879
- Kleinigkeiten aus den Bischofsleben (russ. Мелочи архиерейской жизни), 1879
- Das Kadettenkloster (russ. Кадетский монастырь), 1880
- Der unsterbliche Golowan (russ. Несмертельный Голован), 1880
- Der weiße Adler (russ. Белый орёл), 1880
- Leon, der Haushofmeisterssohn (russ. Леон дворецкий сын), 1881
- Der Linkshänder – Die Geschichte vom Tulaer schielenden Linkshänder und vom stählernen Floh (russ. Левша), 1881
- Die Erscheinung im Ingenieurpalais (russ. Привидение в Инженерном замке), 1882
- Der Toupetkünstler (russ. Тупейный художник), 1883
- Sonderlinge aus dem Höhlenklosterviertel (russ. Печерские антики), 1883
- Das Tier (russ. Зверь), 1883
- Der Betrug (russ. Обман), 1883
- Die Stimme der Natur (russ. Голос природы), 1883
- Der Alexandrit (russ. Александрит), 1884
- Das auserlesene Korn (russ. Отборное зерно), 1884
- Notizen eines Unbekannten (russ. Заметки неизвестного), 1884
- Platzhalter (russ. Совместители. Буколическая повесть на исторической канве), 1884
- Psychopathen von dazumal, auch Die Epopöe von Wischnewskij und den Seinen (russ. Старинные психопаты, auch Эпопея о Вишневском и его сродниках), 1885
- Interessante Männer (russ. Интересные мужчины), 1885
- Das Schreckgespenst (russ. Пугало), 1885
- Die Geschichte vom Christen Theodor und von seinem Freund, dem Juden Abraham (russ. Сказание о Федоре-христианине и о друге его Абраме-жидовине), 1886
- Der Mensch im Schilderhaus, auch Der Wachposten, Die Schildwache, (russ. Человек на часах), 1887
- Der Raubüberfall (russ. Грабёж), 1887
- Der Gaukler Pamphalon (russ. Скоморох Памфалон), 1887
- Die schöne Asa (russ. Прекрасная Аза), 1888
- Der Löwe des Einsiedlers Gerassim (russ. Лев старца Герасима), 1888
- Die Legende vom gewissenhaften Daniel (russ. Легенды о совестном Даниле), 1888
- Figura (russ. Фигура), 1889
- Der Bösewicht von Askalon (russ. Аскалонский злодей), 1889
- Der Berg (russ. Гора), 1890
- Die Zeit nach Gottes Willen (russ. Час воли божией), 1890
- Anläßlich der Kreutzersonate (russ. По поводу Крейцеровой сонаты), 1890
- Mitternachtsgespräche (russ. Полунощники), 1891
- Das Tal der Tränen (russ. Юдоль), 1892
- Improvisatoren (russ. Импровизаторы), 1892
- Der Pferch (russ. Загон), 1893
- Die Tagediebe (russ. Вдохновенные бродяги), 1894
- Der Heckrubel (russ. Неразменный рубль), 1894
- Der Tolpatsch (russ. Заячий ремиз), 1894
- Die Dame und das Weib (russ. Дама и фефела), 1894
- Ein Wintertag (russ. Зимний день), 1894[2]

### Theaterstücke
- Der Verschwender. Drama in fünf Akten (russ. Расточитель), 1867

### Schriften
- Anläßlich der Kreutzersonate (russ. По поводу Крейцеровой сонаты), 1890